# Frans Beelaerts van Blokland (1775-1844)
Jhr. Frans Beelaerts van Blokland (Dordrecht, 9 juni 1775 - Den Haag, 3 april 1844) was een Nederlands jurist. Hij was van 1838 tot 1844 raadsheer in de Hoge Raad der Nederlanden.
Beelaerts van Blokland was een telg uit het geslacht Beelaerts. Zijn vader, mr. Pieter Beelaerts van Blokland (1744-1812), was schepen en burgemeester van Dordrecht en bewindhebber van de West-Indische Compagnie; zijn moeder was Maria Adriana van Beeftingh. Zijn oudere broer jhr. mr. Gerard Beelaerts van Blokland was onder andere lid van de Raad van State en minister van Financiën. Hij studeerde rechten aan de Universiteit Utrecht van 1804 tot 1807, waar hij aansluitend op 11 februari 1807 promoveerde op Quaestiones politio-juridicae. Na zijn promotie werd hij advocaat te Utrecht en later secretaris van de ministers van Marine en van Koloniën. Van 1809 tot 1811 was hij sous-chef van het bureau der marine te Amsterdam.
In 1811 werd Beelaerts benoemd tot raadsheer in het Hof te 's-Gravenhage, het jaar daarop tot substituut-procureur-generaal bij het Keizerlijk Hooggerechtshof aldaar. In 1815 werd hij raadsheer in het Hoog Gerechtshof; bij de oprichting van de Hoge Raad der Nederlanden in 1838 werd hij raadsheer aldaar, wat hij tot zijn dood in 1844 zou blijven.
Beelaerts van Blokland trouwde op 3 juni 1829 te Den Haag met Agatha Maria van Vredenburch, telg uit het geslacht Van Vredenburch. Hij overleed in 1844 te Den Haag op 68-jarige leeftijd.